# Sela pri Zajčjem Vrhu
Sela pri Zajčjem Vrhu so naselje v Občini Novo mesto.